# Julija Kiršienė
Julija Kiršienė (* 2. September 1974 in Charkiw) ist eine litauische Zivilrechtlerin und Professorin am Lehrstuhl für Privatrecht der Rechtsfakultät der Vytautas-Magnus-Universität Kaunas (VDU), ehemalige Rechtsanwältin.

## Leben
Von 1992  bis 1996 absolvierte sie das Bachelorstudium der Wirtschaftswissenschaften an der Vytauto Didžiojo universitetas sowie von 1996 bis 1999 das Masterstudium des Wirtschaftsrechts am Institut für Recht der VDU. 2003 promovierte sie an der  Mykolas-Romeris-Universität im Zivilrecht zum Thema „Finansinio turto problema nuosavybės teisės doktrinoje ir teisinėje praktikoje“.
Von 2000 bis 2006 war sie Rechtsanwältin. Ab 2005 war sie Dozentin der MRU, von 2006 bis 2010 Notarin, ab 2008 Dekanin der Rechtsfakultät. Ab 2010 ist sie Professorin.
Sie ist verheiratet.
Sie spricht Englisch, Russisch und Spanisch sowie Deutsch.

## Bibliographie
- Julija Kiršienė, Vytautas Pakalniškis, Ramutė Ruškytė, Pranciškus Vitkevičius, etl. al. Civilinė teisė. 2007, Vilnius;
- Julija Kiršienė, Vytautas Pakalniškis, Ramutė Ruškytė, Pranciškus Vitkevičius. Civilinė teisė, Bendroji dalis, I tomas, 2004, Vilnius;
- Julija Kiršienė, Leonas Virginijus Papirtis, Egidijus Baranauskas, Inga Karulaitytė – Kvainauskienė, Daina Petrauskienė. Civilinė teisė, Bendroji dalis, II tomas, 2005, Vilnius.